# Данбар, Джордж, 4-й граф Марч
Джордж II де Данбар (англ. George de Dunbar, 11th Earl of Dunbar & March; ок. 1370 — после 1457) — крупный шотландский аристократ, 11-й граф Данбар и 4-й граф Марч, 13-й лорд Аннандейл и лорд острова Мэн.

## Биография
Представитель шотландского клана Данбар. Старший сын Джорджа I де Данбара, 10-го графа Данбара и 3-го графа Марча (ок. 1338—1420), и Кристины Сетон, дочери сэра Уильяма Сетона. В 1420 году после смерти своего отца Джордж II унаследовал титулы графа Данбара и Марча, лорда Аннандейла и острова Мэн.
В августе 1405 года Джордж Данбар был лейтенантом замка Кокбернспат в Берикшире и принимал участие в различных публичных сделках своего отца. В 1411 и 1415 годах Джордж де Данбар дважды выступал в качестве уполномоченного по освобождению из английского плена Мердока Стюарта, сына герцога Олбани, регента Шотландии. Между 1413 и 1419 годами Джордж де Данбар получил от короля Англии охранную грамоту на поездку в Англию.
19 августа 1423 года Джордж, граф Марч, и его брат, сэр Патрик де Данбар из Бэила стали члена шотландской делегации для переговоров об освобождении из плена шотландского монарха Якова I Стюарта.
28 марта 1424 года граф Марч был одним гарантов семилетнего перемирия с Англией, и встречал короля Якова I Стюарта и его супругу в Дареме, на пути к возвращению в Шотландию. Джордж де Данбар также присутствовал на его коронации в Сконе 24 мая 1424 года, где он был посвящен в рыцари. Однако в следующем 1425 году после обвинений в коррупции во время отсутствия короля, по распоряжению парламента были внезапно арестованы и заключены в тюрьму Роберт Стюарт, герцог Олбани, и двадцать других шотландских баронов. Герцог Олбани и его сыновья были обезглавлены, а граф Данбар и большинство других баронов были освобождены.
В 1427 году графы Данбар и Дуглас добились подписания в Лондоне английским королем Генрихом VI двухлетнего перемирия с Шотландией, но сэр Роберт Умфравиль, губернатор замка Берик-апон-Туид, отказался признавать это перемирие. В июле 1429 и январе 1430 года Джордж де Данбар, граф Марч, вел переговоры с англичанами о заключении более продолжительного перемирия.
В 1434 году граф Джордж де Данбар и его сын Патрик дважды посещали Англию, вызывая недовольство шотландского королевского двора. После своего возвращения в Шотландию граф был арестован и заключен в Эдинбургский замок, а Уильям Дуглас, граф Ангус, Уильям Крайтон, канцлер Крайтон, и сэр Адам Хэпберн из Хейлса были отправлены в замок Данбар, чтобы взять под контроль резиденцию Джорджа де Данбара. Сэр Адам Хэпберн был назначен констеблем замка Данбар.
Шотландский парламент, собравшийся в Перте 10 января 1435 года, обвинил Джорджа Данбара, графа Марча, не в измене, совершенную им, а за то, что владел своими землями и имуществом, которые были конфискованы ранее у его отца. Граф Марч заявлял, что его отец в своё время был восстановлен в правах и помилован герцогом Олбани, но ему был дан ответ, «что конфискация, объявленная за измену, не может быть отменена регентом».
Джордж де Данбар, лишившись своих владений, уехал из Шотландии в Англию. 31 октября 1435 года в Вестминстере была выписана охранная грамота для Джорджа де Данбара, графа Данбара, и двадцати четырех всадников. Последний раз граф Марч упоминался в 1457 году.

## Браки и дети
Граф Джордж де Данбар был дважды женат. Его первой женой с ок. 1390 года была Беатрикс, происхождение которой неизвестно. От первого брака у него было трое сыновей и две дочери. Старший сын Патрик де Данбар, мастер Марч, был женат на Элизабет Синклер. В 1421 году Джордж де Данбар женился во второй раз на Хависе (Алисе), дочери сэра Уильяма де Хэя.